# George Delacourt-Smith, Baron Delacourt-Smith
Charles George Percy Delacourt-Smith, Baron Delacourt-Smith bekannt als George Delacourt-Smith PC, JP (* 25. April 1917; † 2. August 1972) war ein britischer Politiker.

## Karriere
Delacourt-Smith war Mitglied des House of Commons von 1945 bis 1950. Er vertrat dort den Wahlbezirk Colchester. Von 1969 bis 1970 amtierte er als Minister of State for Technology.
1969 wurde er zum Mitglied des Privy Council ernannt. außerdem war er auch Friedensrichter.
Am 13. Oktober 1967 wurde er zum Life Peer erhoben.

## Familie
Er war mit Margaret Delacourt-Smith, Baroness Delacourt-Smith of Alteryn verheiratet.